# Black Thrash Attack
Black Thrash Attack è il primo album in studio del gruppo black metal norvegese Aura Noir, pubblicato nel 1996.

## Tracce
1. Sons of Hades – 3:31
2. Conqueror – 4:03
3. Caged Wrath – 5:28
4. Wretched Face of Evil – 4:11
5. Black Thrash Attack – 5:11
6. The Pest – 3:11
7. The One Who Smite – 4:07
8. Eternally Your Shadow – 3:36
9. Destructor – 4:41
10. Fighting for Hell – 4:10

## Formazione
- Aggressor (Carl-Michael Eide) - chitarre, basso, batteria, voce
- Apollyon (Ole Jørgen Moe) - chitarre, basso, batteria, voce
- Blasphemer (Rune Erickson) - chitarre